# الثورة الروسية 1905
الثورة الروسية في عام 1905 موجة اضطربات سياسية عارمة اجتاحت مناطق شاسعة من الإمبراطورية الروسية. بعضها كانت موجهةً ضد الحكومة، بينما لم يكن بعضها الآخر موجهاً. شملت الإرهاب والإضرابات العمالية والاضطرابات الفلاحية والعصيان العسكري. وقد أدت إلى إقامة الملكية الدستورية المحدودة ومجلس دوما الإمبراطورية الروسية والنظام متعدد الأحزاب والدستور الروسي لعام 1906.

## الأسباب
وفقًا لسيدني هاركاف، فإن أربع مشاكل في المجتمع الروسي ساهمت في الثورة. حصل الفلاحون الذين تحرروا حديثًا على القليل جدًا ولم يُسمح لهم ببيع أو رهن أراضيهم المخصصة. استاءت الأقليات العرقية والقومية من الحكومة بسبب «روسنة» الإمبراطورية؛ فقد مارست التمييز والقمع ضد الأقليات القومية، مثل منعها من التصويت؛ الخدمة في الحرس الإمبراطوري أو البحرية؛ والحد من حضورهم في المدارس. استاءت الطبقة العاملة الصناعية الناشئة من الحكومة لفعلها القليل جدًا لحمايتهم، إذ حظرت الإضرابات والتنظيم في النقابات العمالية. أخيرًا، طور طلاب الجامعة وعيًا جديدًا، بعد أن خف الانضباط في المؤسسات، وأصبحوا مفتونين بالأفكار الراديكالية المتزايدة، التي انتشرت بينهم.
أيضًا، نظم الجنود الساخطون العائدون من هزيمة دموية ومخزية مع اليابان، الذين وجدوا رواتب غير كافية في المصنع ونقص وفوضى عامة، احتجاجًا.

إذا نظرنا إلى هذه القضايا بشكل فردي، ربما لم تؤثر على مجرى التاريخ الروسي، لكنها خلقت معًا الظروف لثورة محتملة.
«في مطلع القرن، ظهر الاستياء من ديكتاتورية القيصر ليس فقط من خلال نمو الأحزاب السياسية المكرسة للإطاحة بالنظام الملكي، ولكن أيضًا من خلال الإضرابات الصناعية من أجل تحسين الأجور وظروف العمل، والاحتجاجات وأعمال الشغب بين الفلاحين، والتظاهرات الجامعية، واغتيال المسؤولين الحكوميين، وغالبا ما ينفذها الاشتراكيون الثوريون».
لأن الاقتصاد الروسي كان مرتبطًا بالمالية الأوروبية، أدى انكماش أسواق المال الغربية في 1899-1900 إلى إغراق الصناعة الروسية في أزمة عميقة وطويلة الأمد. لقد تجاوزت الانخفاض في الإنتاج الصناعي الأوروبي. أدت هذه الانتكاسة إلى تفاقم الاضطرابات الاجتماعية خلال السنوات الخمس التي سبقت ثورة 1905.
أدركت الحكومة أخيرًا هذه المشكلات، وإن كان ذلك بطريقة قصيرة النظر وضيقة الأفق. قال وزير الداخلية فياتشيسلاف فون بليهفي عام 1903 أنه بعد المشكلة الزراعية، كانت أخطر القضايا التي ابتليت بها البلاد هي قضايا اليهود والمدارس والعمال، بهذا الترتيب.
أحد العوامل الرئيسية التي ساهمت في تحويل روسيا من بلد في حالة اضطراب إلى بلد في حالة تمرد كان «الأحد الدامي». فقد الولاء للقيصر نيكولاس الثاني في 22 يناير 1905، عندما أطلق جنوده النار على مجموعة من الناس بقيادة جورجي جابون، الذين كانوا يحاولون تقديم التماس.

### المشكلة الأغرارية
في كل عام، رهن الآلاف من النبلاء المدينين عقاراتهم لبنك الأراضي النبيلة أو باعوها للبلديات أو التجار أو الفلاحين. بحلول وقت الثورة، باع النبلاء ثلث أراضيهم ورهنوا ثلثًا آخر. تحرر الفلاحين من خلال الإصلاح التحرري لعام 1861، لكن حياتهم كانت بشكل عام محدودة للغاية. كانت الحكومة تأمل في تطوير الفلاحين كطبقة محافظة سياسيًا، ويملكون الأراضي من خلال سن قوانين لتمكينهم من شراء الأراضي من طبقة النبلاء، من خلال دفع أقساط صغيرة على مدى عقود عديدة.

هذه الأرض، المعروفة باسم أراضي التخصيص، لن تكون مملوكة من قبل الفلاحين الأفراد، ولكن من قبل مجتمع الفلاحين؛ سيكون للفلاحين الأفراد الحق في قطع الأرض التي ستُخصص لهم بموجب نظام الحقل المفتوح. لا يستطيع الفلاح بيع هذه الأرض أو رهنها، لذلك في الممارسة العملية لا يمكنه التنازل عن حقوقه في أرضه، وسيُطلب منه دفع نصيبه من مستحقات الفداء إلى بلدية القرية. كانت هذه الخطة تهدف إلى منع الفلاحين من أن يصبحوا جزءًا من البروليتاريا. ومع ذلك، لم يُمنح الفلاحون ما يكفي من الأرض لتلبية احتياجاتهم.
«كانت أرباحهم في كثير من الأحيان صغيرة جدًا لدرجة أنهم لم يتمكنوا من شراء الطعام الذي يحتاجونه أو الاستمرار في دفع الضرائب ومستحقات الاسترداد التي يدينون بها للحكومة مقابل تخصيصات أراضيهم. بحلول عام 1903، بلغ إجمالي المتأخرات في مدفوعات الضرائب والمستحقات 118 مليون روبل».
ساء الوضع، إذ جابت جماهير الفلاحين الجياع الريف بحثًا عن عمل، وفي بعض الأحيان ساروا مئات الكيلومترات للعثور عليه. أثبت الفلاحون اليائسون أنهم قادرون على العنف. في مقاطعات خاركوف وبولتافا عام 1902، ثار الآلاف منهم، متجاهلين القيود والسلطة، في حالة من الغضب التمردي الذي أدى إلى تدمير واسع النطاق للممتلكات ونهب منازل النبلاء قبل أن يتم إخضاعهم ومعاقبتهم.
لفت هذا التفشي العنيفة انتباه الحكومة، فأنشأت العديد من اللجان للتحقيق في أسبابها. وخلصت اللجان إلى أنه لا يوجد جزء من الريف مزدهر؛ كانت بعض الأجزاء، وخاصة المناطق الخصبة المعروفة باسم منطقة التربة السوداء، في حالة تدهور. على الرغم من زيادة المساحات المزروعة في نصف القرن الماضي، إلا أن الزيادة لم تكن متناسبة مع نمو السكان الفلاحين، الذي تضاعف. كان هناك اتفاق عام في مطلع القرن على أن روسيا واجهت أزمة زراعية خطيرة ومتفاقمة بسبب الزيادة السكانية في المناطق الريفية مع زيادة سنوية من خمسة عشر إلى ثمانية عشر مولودًا حيًا مقارنة بمعدل الوفيات لكل 1000 نسمة. كشفت التحقيقات عن العديد من الصعوبات لكن اللجان لم تجد حلولاً معقولة ومقبولة من الحكومة.

### مشكلة الوطنية
كانت روسيا إمبراطورية متعددة الأعراق. رأى الروس في القرن التاسع عشر الثقافات والأديان في تسلسل هرمي واضح. تم التسامح مع الثقافات غير الروسية في الإمبراطورية ولكن لم يتم احترامها بالضرورة. ثقافيًا، كانت أوروبا مفضلة على آسيا، كما كانت المسيحية الأرثوذكسية على الأديان الأخرى.
لأجيال، كان اليهود الروس يعتبرون مشكلة خاصة. شكل اليهود حوالي 4% فقط من السكان، لكنهم تركزوا في المناطق الحدودية الغربية. مثل الأقليات الأخرى في روسيا، عاش اليهود حياةً بائسة ومحدودة، ممنوعون من الاستيطان أو حيازة أراض خارج المدن والبلدات، مقيدون قانونًا بالالتحاق بالمدارس الثانوية، ممنوعون فعليًا من المهن القانونية، محرومون من حق التصويت لصالح أعضاء المجالس البلدية، والمستبعدون من الخدمات في البحرية أو الحرس.
كانت معاملة الحكومة لليهود، على الرغم من اعتبارها قضية منفصلة، مماثلة لسياساتها في التعامل مع جميع الأقليات القومية والدينية. يشير المؤرخ ثيودور ويكس إلى أن المسؤولين الروس، الذين لم ينجحوا أبدًا في التوصل إلى تعريف قانوني للبولنديين، على الرغم من عقود من القيود المفروضة على تلك المجموعة العرقية، تحدثوا بانتظام عن أفراد من أصل بولندي أو، بدلاً من ذلك، عن روسي النسب، ما يجعل الهوية دالة للولادة. نجحت هذه السياسة فقط في إنتاج أو تفاقم مشاعر عدم الولاء. كان هناك نفاد صبر متزايد مع وضعهم المتدني والاستياء من الروسنة. الروسنة هو استيعاب ثقافي يمكن تعريفه على أنه عملية تبلغ ذروتها في اختفاء مجموعة معينة كعنصر مميز واضح داخل مجتمع أكبر.
إلى جانب فرض ثقافة روسية موحدة في جميع أنحاء الإمبراطورية، كان لسعي الحكومة للترويس، خاصة خلال النصف الثاني من القرن التاسع عشر، دوافع سياسية. بعد تحرير الأقنان في عام 1861، اضطرت الدولة الروسية إلى مراعاة الرأي العام، لكن الحكومة فشلت في الحصول على دعم الجمهور. الدافع الآخر لسياسات الترويس كان الانتفاضة البولندية عام 1863. على عكس الأقليات القومية الأخرى، كان البولنديون، في نظر القيصر، تهديدًا مباشرًا لاستقرار الإمبراطورية. بعد سحق التمرد، نفذت الحكومة سياسات للحد من التأثيرات الثقافية البولندية. في سبعينيات القرن التاسع عشر، بدأت الحكومة في عدم الثقة بالعناصر الألمانية على الحدود الغربية. شعرت الحكومة الروسية أن توحيد ألمانيا من شأنه أن يخل بتوازن القوى بين القوى العظمى في أوروبا وأن ألمانيا ستستخدم قوتها ضد روسيا. اعتقدت الحكومة أنه يمكن الدفاع عن الحدود بشكل أفضل إذا كانت الحدود أكثر روسية في طابعها. خلقت ذروة التنوع الثقافي مشكلة جنسية مرهقة ابتليت بها الحكومة الروسية في السنوات التي سبقت الثورة.

## صعود المعارضة
في بداية القرن 20 شكل الليبراليون الروس اتحاد زيمتوف الدستوري (1903) واتحاد التحرير (1904) الذي دعا إلى إقامة ملكية دستورية. انتظم الاشتراكيون الروس في مجموعتين رئيسيتين هما: الحزب الاشتراكي الثوري، في أعقاب التقاليد الشعبية الروسية، وحزب العمل الاشتراكي الديمقراطي الروسي الماركسي الاجتماعي. 
في خريف عام 1904 بدأ الليبراليون سلسلة من الموائد، والاحتفال بالذكرى 40 من النظام الأساسي للمحكمة الليبرالية، ودعوا إلى إصلاحات سياسية ووضع دستور. في 30 نوفمبر 1904، أقر مجلس دوما مدينة موسكو على قرار يطالب بإنشاء هيئة تشريعية منتخبة وطنية وحرية كاملة للصحافة وحرية الدين. تبعها قرارات ونداءات مماثلة من دومات المدن الأخرى وغيرها من مجالس زيمتوف.
اتخذ نيقولا الثاني خطوة لتحقيق العديد من هذه المطالب، وعين الليبرالي بيتر ديميتريفيش وزير الداخلية بعد اغتيال فياتشيسلاف فون بليهف. يوم 12 ديسمبر 1904، أصدر القيصر بيانا واعد توسيع نطاق سلطة زيمتوف والمجالس البلدية والمحلية، والتأمين على العمال الصناعيين، وتحرر من القوميات الغير سلافية وإلغاء الرقابة. لا يزال، في مرحلة حاسمة من الهيئة التشريعية الوطنية ممثلة في عداد المفقودين في البيان.

## بداية الثورة

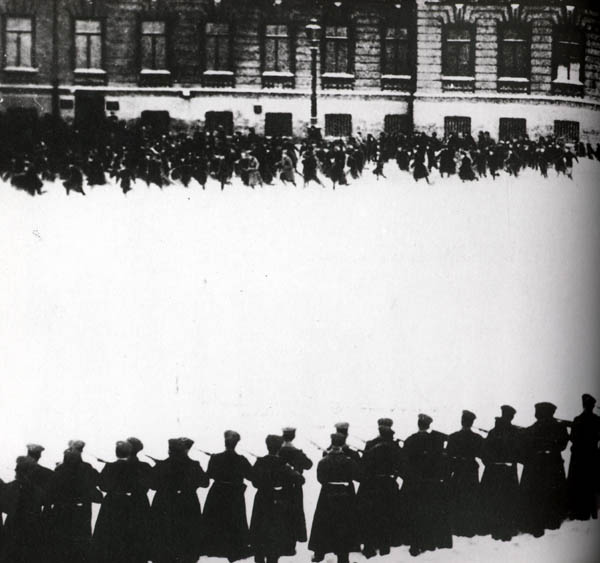
جنود القيصر يطلقون النار على المتظاهرين أمام قصر الشتاء

في ديسمبر كانون الأول عام 1904، وقع الهجوم في محطة بوتيلوف في سانت بطرسبرغ. الضربات المتعاطفة في أجزاء أخرى من المدينة أثارت 80,000 من المضربين. جدل كاهن أرثوذكسي جورجي جابون، الذي ترأس جمعية الشرطة المرعية من قبل العمال، وقاد موكب عمال ضخما إلى قصر الشتاء لتسليم التماس إلى القيصر يوم الأحد، في 9 يناير 1905 اعتقدت القوات التي تحرس القصر الشتوي ان المتظاهرين جاءوا للانقلاب ففتحوا النار عليهم، مما أدى إلى أكثر من 4000 حالة وفاة. الحدث أصبح يعرف باسم الأحد الدامي، وعادة ما يعتبر بداية المرحلة النشطة للثورة.
الأحداث في مدينة سان بطرسبرغ أثارت سخط الطبقة العامة وسلسلة من الغارات الشاملة في جميع أنحاء روسيا. تزايدت المواجهة بين الأعراق في جميع أنحاء القوقاز وأدت إلى مذابح الأرمن والتتار 1905-1907 فألحقت اضرارا بالغة في المدن وحقول النفط في باكو. دعى الاشتراكيون البولنديون إلى إضراب عام؛ أكثر من 400,000 من العمال أصبحوا يشاركون في الغارات الروسية في جميع أنحاء بولندا.
واستجابت الحكومة بسرعة معقولة. اقال القيصر وزير الداخلية، بيتر ديميتريفيش، يوم 18 يناير 1905 وعين لجنة حكومية «ليستفسر دون تأخير في أسباب السخط بين العمال في مدينة سانت بطرسبورغ وضواحيها» في نظرا لحركة الإضراب. لجنة برئاسة السيناتور شيدلوفسكي، وهو عضو في مجلس الدولة، وشملت مسؤولين ورؤساء المصانع الحكومية، وأصحاب المصانع. كما أنه كان من المفروض أن تشمل العمال المندوبين المنتخبين وفقا لنظام يتألف من مرحلة انتخابات مندوبي العمال أغلق من قبل الاشتراكيين، في محاولة لصرف العمال من المشاركة في الانتخابات إلى الكفاح المسلح. في 20 فبراير (5 مارس) من عام 1905، تم حل اللجنة بدأت العمل دون الاضطرار.
في أعقاب اغتيال عمه، وافق الدوق سيرغي ألكسندروفيتش، يوم 4 فبراير على قرار القيصر لإعطاء تنازلات جديدة. في 18 فبراير نشر رسالة البوليجين، التي وعدت تشكيل مجلس استشاري، والتسامح الديني، وحرية التعبير (في شكل الحقوق اللغوية للأقلية البولندية) والحد من مدفوعات الفلاحين.
يوم 24 مايو و25، عقد حوالى 300 زيمتوف وممثلو البلديات ثلاثة اجتماعات في موسكو، وأصدروا قرار طلب التمثيل الشعبي على المستوى الوطني. يوم 6 يونيو، 1905 نيقولا الثاني قد حصل على انتداب زيمتوف. رد تروبتسكوي والسيد فيدروف على الخطابات التي أدلى بها الأمير سيرغي، أكد القيصر وعده لعقد التجمع من ممثلي الشعب.
في تشرين الأول / أكتوبر 1905 تشكلت سوفيات سانت بطرسبرغ. ودعا إلى الإضراب العام، ورفض دفع الضرائب وسحب الودائع المصرفية.

## أوج الثورة

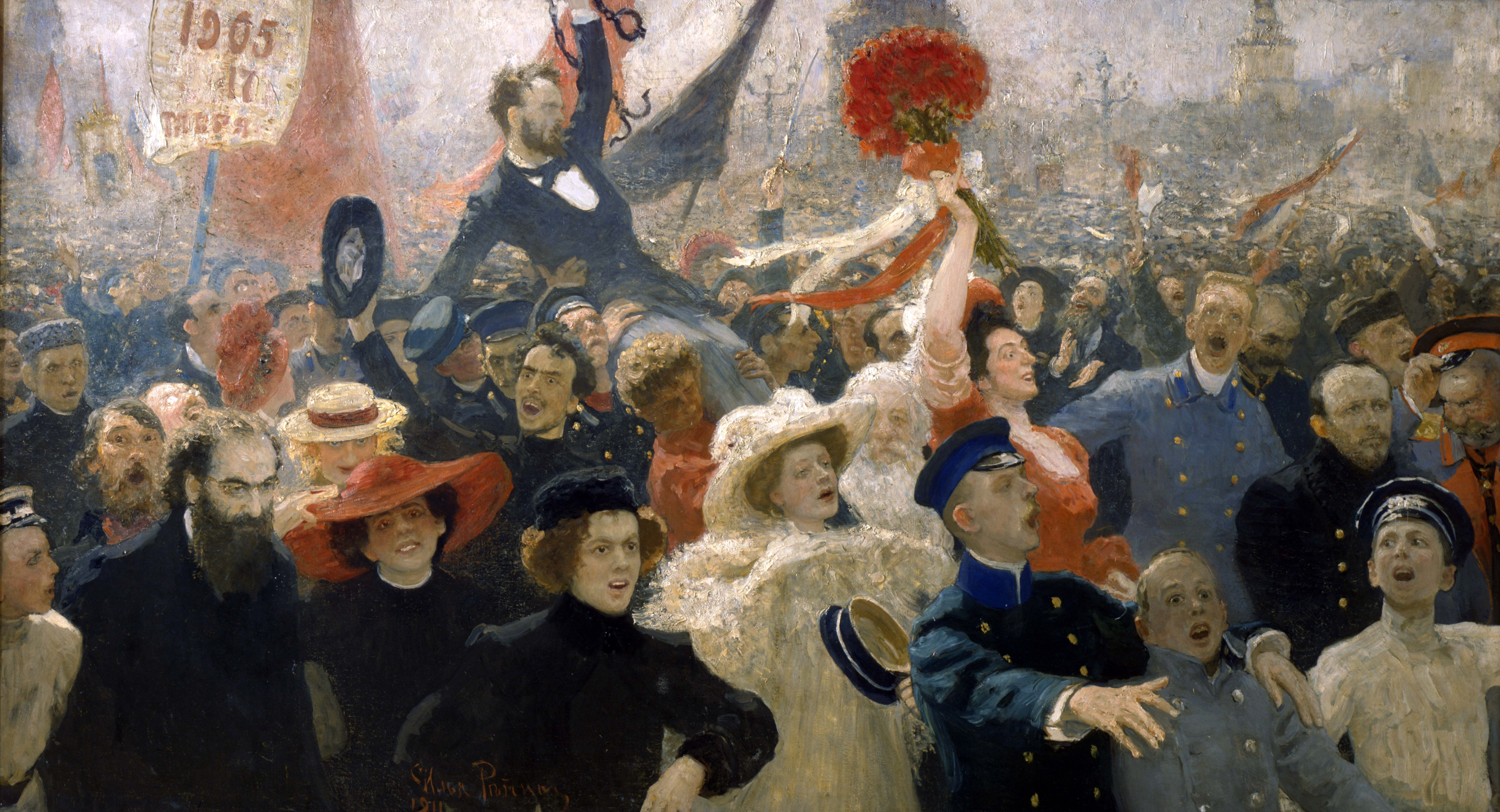
ايليا ريبين، 17 أكتوبر 1905

في 5 فبراير، وافق نيكولاس الثاني على إنشاء مجلس الدوما في الإمبراطورية الروسية ذي الاختصاص الاستشاري. عندما تم الكشف عن القوى الطفيفة لهذا، وحدود الناخبين، والاضطرابات المضاعفة بلغت ذروتها في إضراب عام في أكتوبر تشرين الأول.
يوم 14 أكتوبر، قدم بيان أكتوبر كتبها سيرغي ويت والكسيس اوبلينسكي، إلى القيصر. تابع عن كثب مطالب الكونجرس زيمتوف في أيلول / سبتمبر، ومنح الحقوق المدنية الأساسية، وسمح بتشكيل الأحزاب السياسية، وتوسيع نطاق حق الانتخاب نحو الاقتراع العام، وإنشاء مجلس الدوما باعتباره الهيئة التشريعية المركزية. انتظر القيصر وجادل لمدة ثلاثة أيام، ولكن في النهاية وقع على الوثيقة المتعلقة في 30 أكتوبر 1905، نظرا لرغبته في تجنب حدوث مذبحة، وإدراك أن هناك عدم كفاية القوة العسكرية المتاحة لتفعل خلاف ذلك. أعرب عن أسفه لتوقيع الوثيقة، قائلا انه يشعر «بالمرض مع العار على خيانة سلالته»_«خيانة كاملة».
عندما أعلن البيان كانت هناك تظاهرات عفوية للدعم في كل المدن الرئيسية. الضربات في سانت بطرسبرغ، وإما في مكان آخر قد انتهت رسميا أو وسرعان ما انهارت. والعفو السياسي قدم أيضا. التنازلات جاءت جنبا إلى جنب مع التجديد، والوحشية، والعمل ضد الاضطرابات. كان هناك أيضا رد فعل عنيف من العناصر المحافظة في المجتمع، مع الجناح الأيمن الهجمات على المضربين، واليساريين واليهود.
في حين أن الليبراليين الروس أعربوا عن رضاهم عن بيان أكتوبر استغرق التحضير للانتخابات المقبلة، والاشتراكيون الثوريون شجبوا الانتخابات، ودعوا إلى انتفاضة مسلحة إلى «الانتهاء من القيصرية».
بعض من انتفاضة تشرين الثاني / نوفمبر 1905 في سيفاستوبول، برئاسة الملازم بحري متقاعد بيتر شميت، وكان موجها ضد الحكومة، في حين أن البعض كان غير موجها. وشملت الإرهاب، والإضرابات العمالية، اضطرابات الفلاحين، والتمرد العسكري، وكان الحل الوحيد لقمعها هو معركة ضارية. سكة بايكال الحديدية سقطت في ايدي لجان المهاجمين والجنود العائدين من منشوريا بعد الحرب الروسية اليابانية. اضطر القيصر لارسال كتيبة خاصة من القوات الموالية له على طول سكة حديد سيبيريا لاستعادة النظام.
الانتفاضات المنتهية في ديسمبر كانون الأول مع الموجة النهائية في موسكو. بين ديسمبر 5 و7 ديسمبر كان هناك إضراب عام من قبل الطبقة العاملة الروسية. ارسلت الحكومة قوات في 7 ديسمبر، وشارع مريرة على حدة قتال الشوارع بدأت. وبعد أسبوع من فوج سيمينوفسكي تم نشرها، واستخدمت فيه المدفعية لتفريق المظاهرات والعمال. في يوم 18 ديسمبر، نحو الف شخص قتلوا وأجزاء من المدينة في حالة خراب، البلاشفة استسلموا.
بحلول نيسان / أبريل 1906، أكثر من 14,000 شخصا اعدموا و75،000 القوا في السجن. [بحاجة لمصدر]

## مجلس الدوما وستوليبين
من بين الأحزاب السياسية التي تشكلت، أو تم جعلها قانونية، كانت الحزب الدستوري الديموقراطي ليبرالي الفكر (الكاديت)، وفريق عمل زعماء الفلاحين (الترودوفيك)، والاتحاد الليبرالي 17 أكتوبر (الاكتبريون)، والاتحاد الرجعي لأصحاب الأرض.
صدرت القوانين الانتخابية في ديسمبر كانون الأول 1905 وكان حق الانتخاب للمواطنين الذكور أكثر من 25 عاما، من خلال انتخاب أربعة كليات انتخابية. كان هذا النظام الانتخابي وزنيا حيث أصوات بعض شرائح المجتمع أكثر من غيرها. على سبيل المثال، صوت مالك الأرض كان أكثر من صوت فلاح أو عامل صناعي. أول انتخابات لمجلس الدوما في آذار / مارس 1906، قاطعها الاشتراكيون والاشتراكيون الثوريون والبلاشفة. في مجلس الدوما أولا كان هناك 170 كاديت، 90 من الترودوفيك، 100 من فير المنحازين ممثلي الفلاحين، 63 من القوميين من مختلف الأشكال، و16 من الأكتوبريين.
في نيسان/أبريل 1906 أصدرت الحكومة القوانين الأساسية، ووضعت حدود لهذا النظام السياسي الجديد. كما اكد ان القيصر هو الزعيم المطلق، مع السيطرة الكاملة للسلطة التنفيذية والسياسة الخارجية والكنيسة والقوات المسلحة. تحول مجلس الدوما، وأصبح مجلس النواب بانتخاب نصف الأعضاء، وتعيين النصف الآخر من قبل مجلس الدولة. كان لا بد للتشريعات ان يوافق عليها مجلس الدوما، المجلس والقيصر لكي تصبح قانونا في «ظروف استثنائية» يمكن للحكومة ان تجاوز مجلس الدوما.
في نيسان / أبريل، وبعد التفاوض على قرض قيمته حوالي 900 مليون روبل لإصلاح المالية الروسي، سيرغي ويت استقال من منصبه. ويبدو أن القيصر قد «فقدت الثقة به». عرف فيما بعد باسم «أبرز سياسي في أواخر الإمبراطورية الروسية»، استعيض ويت من كبار ايفان غوريميكين. يوم 6 مايو، 1906، واستعيض عن طريق غوريميكين بيوتر ستوليبين.
طالب بمزيد من التحرر بوصفه منبرا ل«محرضين»، تم حل مجلس الدوما الأول من القيصر في تموز / يوليو 1906. على الرغم من آمال الكاديت، والمخاوف من الحكومة، لم يكن هناك رد فعل شعبي على نطاق واسع لنداء فيبورج. ومع ذلك، بعد محاولة اغتيال بيوتر ستوليبين أدى إلى إنشاء التجارب الميدانية للارهابيين، وعلى مدى الأشهر الثمانية المقبلة أكثر من الف شخص شنق.
انقلاب يونيو عام 1907 كان نهاية الثورة. مجلس الدوما كان مشتتا والنواب الديمقراطيين الاجتماعيين اعتقلوا. الاوتوقراطية تمت استعادتها.

## تصاعد الإرهاب
في السنوات 1904 و1907 كانت في وقت من التراجع للحركات الجماهيرية، مثل الإضرابات والمظاهرات السياسية، وإنما أيضا وقت يتزايد فيه الإرهاب السياسي. نفذت منظمة القتال الاشتراكية الثورية ومنظمة قتال الحزب الاشتراكي البولندي والمجموعات القتالية البلشفية العديد من الاغتيالات واستهدفت موظفي الخدمة المدنية والشرطة، وعمليات السطو المسلح. بين 1906 و1909 قتل الثوار 7,293 نسمة، منهم 2,640 كانوا مسؤولين، و8،061 جريح.
أبرز ضحايا القتلة ما يلي:
- ديمتري سيبياغين—وزير الداخلية. قتل في 2 أبريل 1902 في سانت بطرسبرغ.
- نيكولاي بوبريكوف—الحاكم العام في فنلندا قتل 17 يونيو 1904 في هلسنكي.
- فياتشيسلاف فون بليهف—وزير الداخلية. قتل 28 يوليو 1904 في سانت بطرسبرغ.
- إلييل سويسالون سوينينن—قاضي القضاة في فنلندا. قـُتل 6 فبراير 1905 في هلسنكي.
- الدوق الكبير سيرجى الكساندروفيتش روسيا—قتل في 17 فبراير 1905 في موسكو.
- فيكتور ساخاروف—وزير الحرب السابق. قتل في 22 نوفمبر 1905.
- أميرال شوخنين—في قيادة اسطول البحر الأسود. قتل 11 يوليو 1906.
- ألكسي اجناتييف—قتل في 9 ديسمبر 1906.

## القمع
سنوات الثورة اتسمت بالارتفاع الحاد لأحكام الإعدام وتنفيذها. أرقام مختلفة عن عدد عمليات الإعدام تمت مقارنة السيناتور نيكولاي تاغانتسيف مدرجة في الجدول.
| السنة          | عدد الأشخاص الذين اعدموا من قبل حسابات مختلفة                                      | عدد الأشخاص الذين اعدموا من قبل حسابات مختلفة  | عدد الأشخاص الذين اعدموا من قبل حسابات مختلفة | عدد الأشخاص الذين اعدموا من قبل حسابات مختلفة                                                                |
| -------------- | ---------------------------------------------------------------------------------- | ---------------------------------------------- | --------------------------------------------- | --- |
| السنة          | تقرير أعدته وزارة الشؤون الداخلية لإدارة شرطة مجلس النواب الدوما يوم 6 فبراير 1909 | تقرير صادر عن وزارة الحرب العسكرية وزارة العدل | شخصيات من اوسكار غروزنبرغ                     | تقرير ميخائيل بوروفتينوف، مساعد رئيس وزارة العدل رئيس إدارة السجون، في المؤتمر الدولي للسجون في واشنطن، 1910 |
| 1905           | 10                                                                                 | 19                                             | 26                                            | 20 |
| 1906           | 144                                                                                | 236                                            | 225                                           | 144 |
| 1907           | 456                                                                                | 627                                            | 624                                           | 1139 |
| 1908           | 825                                                                                | 1330                                           | 1349                                          | 825 |
| العدد الإجمالي | 1435 + 683 = 2118                                                                  | 2212                                           | 2235                                          | 2628 |

| السنة | عدد عمليات الإعدام |
| ----- | ------------------ |
| 1909  | 537                |
| 1910  | 129                |
| 1911  | 58                 |
| 1912  | 123                |
| 1913  | 25                 |

هذه الأرقام لا تعكس سوى إعدام المدنيين ، ولا تشمل عددا كبيرا من حالات الإعدام بإجراءات موجزة من قبل فصائل الجيش العقابية وإعدام الأفراد العسكريين 
بيتر كروبوتكين يشير أيضا إلى أن الإحصاءات الرسمية لا تشمل عمليات الإعدام خلال الحملات العقابية، وخصوصا في سيبيريا ومنطقة القوقاز، ومقاطعات البلطيق 

## فنلندا

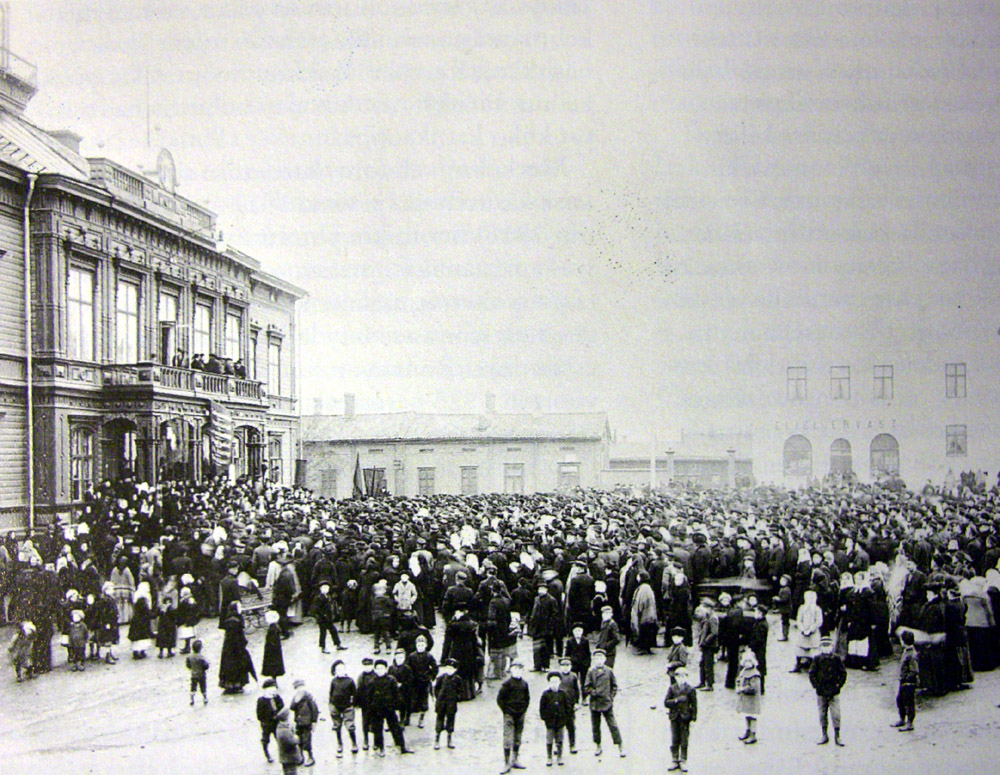
المتظاهرون في جاكوبستاد

في دوقية فنلندا نظم الاشتراكيون الديموقراطيون الإضراب العام لعام 1905 (30 أكتوبر—6 نوفمبر). أول الحرس الأحمر، تم تشكيله بقيادة كابتن يوهان كوك. أثناء الإضراب العام والإعلان الأحمر، الذي كتبه يجرو ماكيلين، أعطي في تامبيري، مطالبين بحل مجلس شيوخ فنلندا والاقتراع العام، والحريات السياسية، وإلغاء الرقابة. كزعيم الدستوريين، وضع ليو ميشيلين بيان نوفمبر الذي أدى إلى إلغاء النظام الغذائي لفنلندا من أربعة عقارات وإلى إنشاء برلمان حديث في فنلندا. كما أنها أسفرت عن وقف مؤقت لسياسة الترسو بدأت في عام 1899.
يوم 30 يوليو، 1906، قام البحارة الروس بتمرد في قلعة Viapori (في وقت لاحق دعيت المبيت)، وهلسنكي. الحرس الأحمر الفنلندي دعم التمرد مع إضراب عام، ولكنه قمع من جانب أسطول بحر البلطيق في ستين يوما.

## إستونيا
في محافظة استونيا، الاستونيين دعوا إلى حرية الصحافة والتجمع، والاقتراع العام، والاستقلال الوطني. في 16 تشرين الأول، قام الجيش الروسي بفتح النار في اجتماع عقد في أحد أسواق الشوارع في تالين، مما أسفر عن مقتل 94 واصابة أكثر من 200. وأيد البيان أكتوبر / تشرين الأول في استونيا وجلب العلم الاستوني علنا للمرة الأولى. استخدم جان تونيسون الحريات السياسية الجديدة لتوسيع نطاق حقوق الاستونيين في تأسيس أول حزب سياسي استوني-- حزب التقدم الوطني. التنظيم السياسي أكثر جذرية اخر، تأسس وهو الاتحاد العمالي الديمقراطي الاجتماعي الإستوني كذلك. أنصار معتدلين من مؤيدي Tõnisson والمزيد من المتشددين المؤيدين لجان تيمات لم يتمكنوا من التوصل إلى توافق في الآراء حول كيفية الاستمرار مع الثورة، إلا أن كل منهما يريد الحد من حقوق الألمان البلطيق والترسو. وكانت وجهات النظر الراديكالية مرحبة علنا في ديسمبر كانون الأول عام 1905، أعلنت الأحكام العرفية في تالين. ما مجموعه 160 عزبات تعرضت للنهب، مما أدى في كاليفورنيا. 400 العمال والفلاحين الذين قتلوا على يد الجيش. من مكاسب الثورة الاستونية كانت ضئيلة، ولكن الاستقرار المتوتر الذي ساد بين 1905 و1917 سمح للاستونيين للمضي قدما في التطلع للدولة الوطنية.

## وصلات خارجية
- فن الجرافيك الروسي والثورة عام 1905. من مجموعة من الكتاب Beinecke النادرة والمخطوطات في مكتبة جامعة ييل
- في العام 1905 من قبل ليون تروتسكي
- روسيا والإصلاح (1907) من قبل الزوج برنار
- التسلسل الزمني الروسية 1904-1914، بما في ذلك ثورة 1905 وما بعدها
- استونيا خلال الثورة الروسية عام 1905 (في الإستونية)
- 1905 مقال عن الأحداث التي وقعت عام 1905 من وجهة نظر فوضوية (الأناركية السينديكالية مراجعة، لا. 42 / 3، شتاء 2005)